# أندريه تييري
أندريه تييري (بالإنجليزية: Andre Thierry)‏ هو موسيقي وفنان أمريكي، ولد في 9 يوليو 1979 في ريتشموند في الولايات المتحدة.

## وصلات خارجية
- أندريه تييري على موقع ميوزك برينز (الإنجليزية)
- أندريه تييري على موقع ديسكوغز (الإنجليزية)